# Germigny (Yonne)
Germigny ist eine französische Gemeinde mit 531 Einwohnern (Stand: 1. Januar 2022) im Département Yonne in der Region Bourgogne-Franche-Comté; sie gehört zum Arrondissement Auxerre und zum Kanton Saint-Florentin.

## Geographie
Germigny liegt etwa 21 Kilometer nordöstlich von Auxerre. Durch die Gemeinde führt der Canal de Bourgogne. Der kleine Fluss Armançon begrenzt die Gemeinde im Süden. Umgeben wird Germigny von den Nachbargemeinden Beugnon im Norden, Soumaintrain im Nordosten, Butteaux im Osten und Südosten, Jaulges im Süden, Chéu im Süden und  Südwesten sowie Saint-Florentin im Westen.

## Bevölkerungsentwicklung
| Jahr                      | 1962 | 1968 | 1975 | 1982 | 1990 | 1999 | 2006 | 2013 |
| Einwohner                 | 464  | 428  | 405  | 427  | 541  | 575  | 571  | 550  |
| Quelle: Cassini und INSEE |      |      |      |      |      |      |      |      |

## Sehenswürdigkeiten

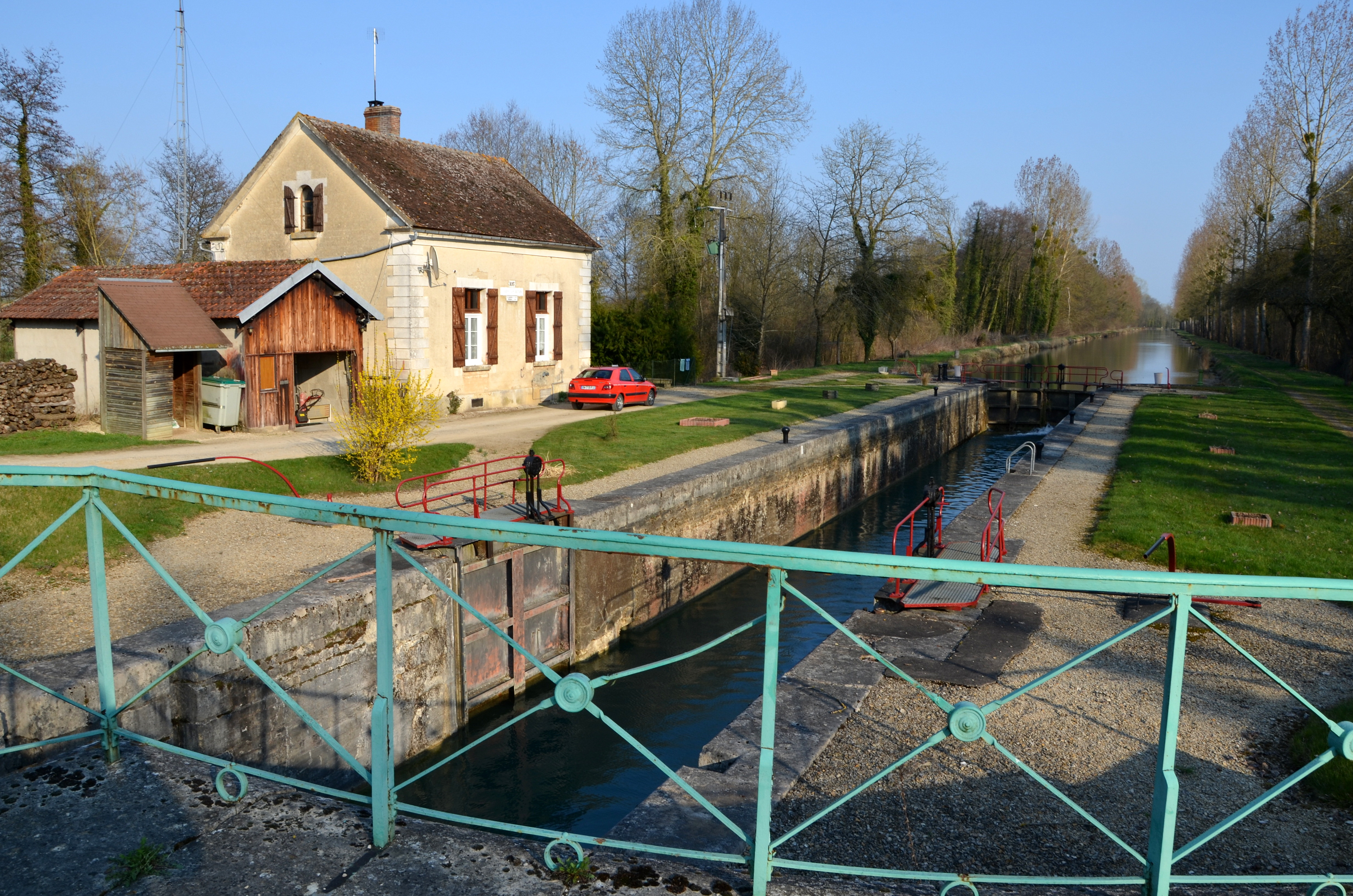
Schleuse Égrevin

- Schleusen am Kanal